# Giáo dục chính trị tại Việt Nam
Giáo dục chính trị tại Việt Nam là giáo dục cho các tầng lớp thanh thiếu niên và các tầng lớp khác trong xã hội về chủ nghĩa Marx-Lenin và tư tưởng Hồ Chí Minh.
Giáo dục chính trị được áp dụng ở tất cả các cấp học tại Việt Nam, dưới các hình thức: môn học Giáo dục công dân (từ cấp tiểu học đến cấp trung học cơ sở); môn Giáo dục kinh tế và pháp luật (trung học phổ thông); môn Triết học Marx-Lenin, môn Kinh tế chính trị Marx-Lenin, môn Chủ nghĩa xã hội khoa học, môn Tư tưởng Hồ Chí Minh, môn Lịch sử Đảng Cộng sản Việt Nam,... tại tất cả các trường đại học và cao đẳng.

## Tại các trường đại học, cao đẳng

### Sinh viên chuyên ngành lí luận chính trị
Sinh viên học chuyên ngành Mác-Lênin và Tư tưởng Hồ Chí Minh thuộc đối tượng được miễn học phí. Ngành học này được giảng dạy ở Học viện Báo chí và Tuyên truyền, Trường Đại học Khoa học Xã hội và Nhân văn ĐHQG-HCM,...

### Sinh viên không chuyên ngành lí luận chính trị
Trước khóa 2008, sinh viên các trường đại học và cao đẳng học 5 môn lí luận chính trị: Triết học Mác-Lênin, Kinh tế chính trị Mác-Lênin, Chủ nghĩa xã hội khoa học, Tư tưởng Hồ Chí Minh và Lịch sử Đảng Cộng sản Việt Nam.
Năm 2008, Bộ Giáo dục và Đào tạo tích hợp các môn Triết học Mác-Lênin, Kinh tế chính trị Mác-Lênin và Chủ nghĩa xã hội khoa học thành môn Những nguyên lý cơ bản của chủ nghĩa Mác-Lênin, đổi môn Lịch sử Đảng Cộng sản Việt Nam thành môn Đường lối cách mạng của Đảng Cộng sản Việt Nam.
Từ khóa tuyển sinh 2008-2009 đến 2018-2019, sinh viên tất cả các trường đại học phải học 3 môn học lý luận chính trị bắt buộc gồm:
- Những nguyên lý cơ bản của Chủ nghĩa Mác - Lênin: 5 tín chỉ (phần 1: 2 tín chỉ, phần 2: 3 tín chỉ)
- Tư tưởng Hồ Chí Minh: 2 tín chỉ
- Đường lối cách mạng của Đảng Cộng sản Việt Nam: 3 tín chỉ

Tổng thời lượng dạy - học các môn Lý luận chính trị là 10 tín chỉ.
Từ khóa tuyển sinh 2019-2020 đến nay: Theo quyết định 4890 của Bộ Giáo dục và Đào tạo năm 2019, chương trình các môn lý luận chính trị đối với đào tạo trình độ đại học các ngành không chuyên về lí luận chính trị gồm 5 môn học:
- Triết học Mác-Lênin: 3 tín chỉ
- Kinh tế chính trị Mác-Lênin: 2 tín chỉ
- Chủ nghĩa xã hội khoa học: 2 tín chỉ
- Lịch sử Đảng Cộng sản Việt Nam: 2 tín chỉ
- Tư tưởng Hồ Chí Minh: 2 tín chỉ

Tổng thời lượng là 11 tín chỉ.

## Tại các trường Trung học phổ thông
Trong Chương trình giáo dục phổ thông 2006, một số kiến thức Triết học Mác-Lênin, Kinh tế chính trị, Chủ nghĩa xã hội khoa học được giảng dạy trong bộ môn Giáo dục công dân cấp Trung học phổ thông.

## Đánh giá hiệu quả
Theo kết quả khảo sát vào tháng 12 năm 2021 của Báo Quân đội nhân dân, gần 70% số sinh viên trả lời không thích học các môn lý luận chính trị vì các lý do: Nội dung các môn học khô khan, trừu tượng; phương pháp dạy của giảng viên không hấp dẫn; cho rằng môn học không quan trọng... 
PGS, TS Nguyễn Anh Tuấn, Trưởng khoa Triết học, Trường Đại học Khoa học xã hội và Nhân văn (Đại học Quốc gia Hà Nội) cho rằng các môn lý luân chính trị đòi hỏi người học cần phải có độ chín nhất định về mặt tư duy, trải nghiệm ít nhiều trong cuộc sống, đa phần tân sinh viên mới 18 tuổi gần như không có những yếu tố đó. Những môn học này không nên dạy ngay từ học kỳ 1 năm thứ nhất mà có thể dạy vào năm thứ 2, năm thứ 3 đại học. Tuy nhiên, theo kế hoạch đào tạo của các trường, các môn học này thường được xếp học trước. Kết quả, phần lớn sinh viên học những môn học lý luân chính trị như “vịt nghe sấm”.